# Bremerhaven Whales
Die Bremerhaven Whales sind die Inline-Skaterhockey-Abteilung des OSC Bremerhaven. Die Bremerhaven Whales bestehen seit dem Jahre 2004. Die Mannschaft gründete sich aus einem Zusammenschluss der Hobby-Abteilung des FC Sparta und einigen Streethockey-Spielen aus Bremerhaven. Seit 2005 ist die Mannschaft bei der ISHD gemeldet und feierte 2012 den bisher größten Erfolg, mit dem Aufstieg in die 1. Bundesliga.

## Spielzeiten
| Saison | Liga                   | Hauptrunde | Play-offs |
| ------ | ---------------------- | ---------- | --------- |
| 2005   | Landesliga Nord-West   |            |           |
| 2006   | Landesliga Nord        |            |           |
| 2007   | Regionalliga Nord-West |            |           |
| 2008   | Regionalliga Nord-West |            |           |
| 2009   | Regionalliga Nord-West |            |           |
| 2010   | 2. Bundesliga Nord     | 4.         |           |
| 2011   | 2. Bundesliga Nord     | 2.         |           |
| 2012   | 2. Bundesliga Nord     | 1.         | Aufstieg  |
| 2013   | 1. Bundesliga          |            |           |
| 2014   | 2. Bundesliga Nord     |            |           |
| 2015   | Regionalliga Nord-West |            |           |
| 2016   | Regionalliga Nord-West |            |           |
| 2017   | Regionalliga Nord-West |            |           |
| 2018   | Regionalliga Nord-West |            |           |
| 2019   | Regionalliga Nord-West |            |           |

2019 stand der Verein auf Platz 43. der „Ewigen Tabelle der Inline-Skaterhockey-Bundesliga.“